# Zweckverband Verkehrsverbund Oberlausitz-Niederschlesien
Zweckverband Verkehrsverbund Oberlausitz-Niederschlesien, ZVON (pol. Celowy Związek Przedsiębiorstw Komunikacyjnych Górnych Łużyc i Dolnego Śląska) – związek komunikacyjny niemieckich powiatów Bautzen i Görlitz, powołany w celu osiągnięcia w regionie górnołużycko-dolnośląskim optymalnego dostosowania i połączenia ofert w zakresie publicznej komunikacji lokalnej, czyli ofert kolejowych, tramwajowych i autobusowych przedsiębiorstw komunikacyjnych.
Powstanie ZVON związane jest z regionalizacją publicznej komunikacji lokalnej w Niemczech. Dla realizacji tego zadania w Saksonii w 5 regionach utworzono związki celowe. Szczegóły w tym zakresie reguluje ustawa o publicznej pasażerskiej komunikacji lokalnej w Saksonii (ÖPNVG) z dnia 14.12.1995. Uprzedzając ustawę ÖPNVG, w dniu 28.06.1995 roku nastąpiło założenie Związku ZVON w Niska.

## Bilety EURO-NYSA-Ticket
Wraz z wstąpieniem do Unii Europejskiej Republiki Czeskiej i Rzeczypospolitej Polskiej, zintensyfikowała się współpraca ZVON z przedsiębiorstwami komunikacyjnymi w rejonie przygranicznym. Projektem Związku w tej dziedzinie jest oferta taryfowa biletów EURO-NYSA-Ticket. Związek ZVON oferuje bilet obowiązujący na jego obszarze oraz obejmujący dodatkowo korzystanie z wybranych linii kolejowych i autobusowych w Czechach i Polsce.
Pod koniec 2005 roku przedstawiciele ZVON i polskiego przewoźnika PKP Przewozy Regionalne podpisali we Wrocławiu pierwszą, początkowo ośmiomiesięczną umowę, wprowadzającą wspólny bilet całodzienny w środkach transportu przewoźników Związku oraz pociągach PKP PR na odcinkach Jelenia Góra–Zgorzelec i Bolesławiec–Görlitz. Rozwój oferty uzależniono wówczas od jej powodzenia.
W dniu 03.12.2008 r. w bolesławieckim ratuszu Przewozy Regionalne, MZK Bolesławiec oraz przedsiębiorstwa PKS powiatu bolesławieckiego, powiatu karkonoskiego, powiatu lubańskiego, lwóweckiego oraz zgorzeleckiego podpisały porozumienie o wzajemnym honorowaniu sprzedawanych przez siebie biletów EURO-NYSA-Ticket na obszarze ich ważności w Polsce.
Polskie przedsiębiorstwa komunikacyjne uczestniczące w ofercie biletów EURO-NYSA-Ticket wg stanu na 19 października 2022 r.:
- operatorzy kolejowi:
  - Koleje Dolnośląskie;
  - Polregio;

- przewoźnicy autobusowi (bilet ważny na liniach wskazanych przez przewoźników):
  - PKS Bolesławiec;
  - PKS „Tour” Jelenia Góra;
  - PKS „Voyager” Lubań;
  - Bieleccy;

- komunikacja miejska:
  - komunikacja miejska w Bogatyni (operator: spółka Bieleccy),
  - komunikacja miejska w Jeleniej Górze (operator: Miejski Zakład Komunikacyjny w Jeleniej Górze),
  - komunikacja miejska w Lubaniu (operator: PKS Voyager Lubań),
  - komunikacja miejska w Zgorzelcu (operator: spółka Astel).

Ponadto, na obszarze ważności biletów w miastach Bolesławiec i Świeradów-Zdrój funkcjonuje bezpłatna komunikacja miejska.
Bilet EURO-NYSA-Ticket upoważnia w Polsce do jazdy pociągami Kolei Dolnośląskich i Polregio od Bolesławca przez Węgliniec do Görlitz, od Jeleniej Góry przez Lubań do Zgorzelca, od Lubania do Węglińca oraz od Harrachova do Jeleniej Góry. Przewoźnicy autokarowi określają listy połączeń, na których obowiązuje wspólna oferta. W Czechach bilet jest ważny u wszystkich przewoźników kolejowych i autobusowych. Po stronie niemieckiej można korzystać ze wszystkich środków transportu publicznego zarządzanych przez Związek Komunikacyjny Górnych Łużyc i Dolnego Śląska (ZVON).